# 真道正樹
真道 正樹（しんどう まさき）は日本の映画音響効果技師。日本映画学校（現・日本映画大学）卒業。
東映デジタルセンター、ツークン研究所室長代理。

## 主な作品

### 映画
- 『マレヒト』（1995年）
- 『あぶない刑事リターンズ』（1996年）
- 『あぶない刑事フォーエヴァー THE MOVIE』（1998年）
- 『ねじ式』（1998年）
- 『共犯者』（年）
- 『実録外伝　武闘派黒社会』（年）
- 『ピンチランナー』（2000年）
- 『メトレス』（2000年）
- 『週刊バビロン』（2000年）
- 『ブギーポップは笑わない Boogiepop and Others』（2000年）
- 『押切 The strange story』（2000年）
- 『マレヒト』（2004年）

### テレビ
- CX『白旗の少女』（1990年）
- CX『刑事　北の街函館を舞台に男と男の執念が燃える！』（1993年）
- NTV『あぶない刑事フォーエヴァーTVスペシャル’98』（1998年）
- ANB『墓標の町』（2000年）

### Vシネマ
- 『女バトルコップ』（1990年）音響効果助手
- 『救急戦隊ゴーゴーファイブ 激突!新たなる超戦士』（1999年）

| スタブアイコン | サブスタブ | この項目は、まだ閲覧者の調べものの参照としては役立たない、人物に関連した書きかけの項目です。この項目を加筆・訂正などしてくださる協力者を求めています（P:人物伝/PJ:人物伝）。 |